# Waldemar Passini Dalbello

Wappen von Waldemar Passini Dalbello als Bischof von Luziânia

Waldemar Passini Dalbello (* 6. Juni 1966 in Anápolis, Goiás, Brasilien) ist ein brasilianischer Geistlicher und römisch-katholischer Koadjutorbischof von Anápolis.

## Leben
Waldemar Passini Dalbello empfing am 3. Dezember 1994 das Sakrament der Priesterweihe für das Erzbistum Brasília.
Am 30. Dezember 2009 ernannte ihn Papst Benedikt XVI. zum Titularbischof von Membressa und zum Weihbischof in Goiânia. Der Erzbischof von Goiânia, Washington Cruz CP, spendete ihm am 19. März 2010 die Bischofsweihe; Mitkonsekratoren waren der Erzbischof von Brasília, João Braz de Aviz, und der emeritierte Erzbischof von Brasília, José Kardinal Freire Falcão. Von 10. Februar 2011 bis 15. Juni 2011 war Waldemar Passini Dalbello zudem Apostolischer Administrator von Brasília.
Papst Franziskus ernannte ihn am 3. Dezember 2014 zum Koadjutorbischof von Luziânia. Mit dem altersbedingten Rücktritt Afonso Fiorezes CP am 12. Juli 2017 trat er dessen Nachfolge als Bischof von Luziânia an.
Am 5. Februar 2025 bestellte ihn Papst Franziskus zum Koadjutorbischof von Anápolis. Die Amtseinführung erfolgte am 25. März desselben Jahres.